# Жемчужный (Пермский край)
Жемчужный — посёлок в Гайнском районе Пермского края. Входит в состав Кебратского сельского поселения. Располагается северо-западнее районного центра, посёлка Гайны. Расстояние до районного центра составляет 40 км. По данным Всероссийской переписи населения 2010 года, в посёлке проживало 240 человек (124 мужчины и 116 женщин).

## История
По данным на 1 июля 1963 года, в посёлке проживало 124 человека. Населённый пункт входил в состав Мысовского сельсовета.